# Masaši Óguro
Masaši Óguro (* 4. května 1980) je japonský fotbalista a bývalý reprezentant.

## Reprezentační kariéra
Óguro odehrál 2 reprezentační utkání. S japonskou reprezentací se zúčastnil Mistrovství světa 2006.

## Statistiky
| Japonsko | Japonsko | Japonsko |
| Roky     | Záp.     | Góly     |
| -------- | -------- | -------- |
| 2005     | 15       | 5        |
| 2006     | 6        | 0        |
| 2007     | 0        | 0        |
| 2008     | 1        | 0        |
| Celkem   | 22       | 5        |